# Municipio de Chicxulub Pueblo

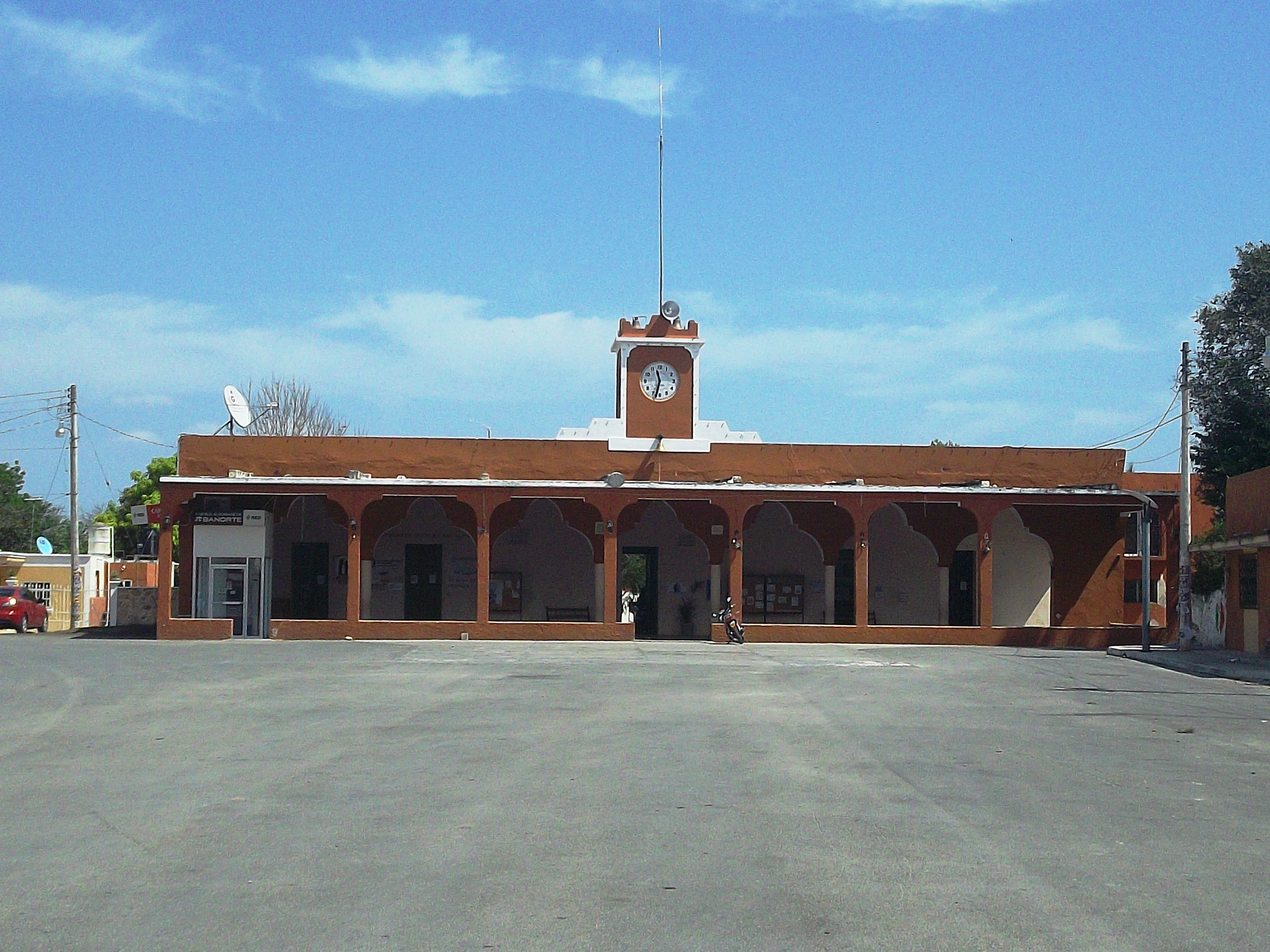
Palacio municipal de Chicxulub Pueblo, Yucatán.

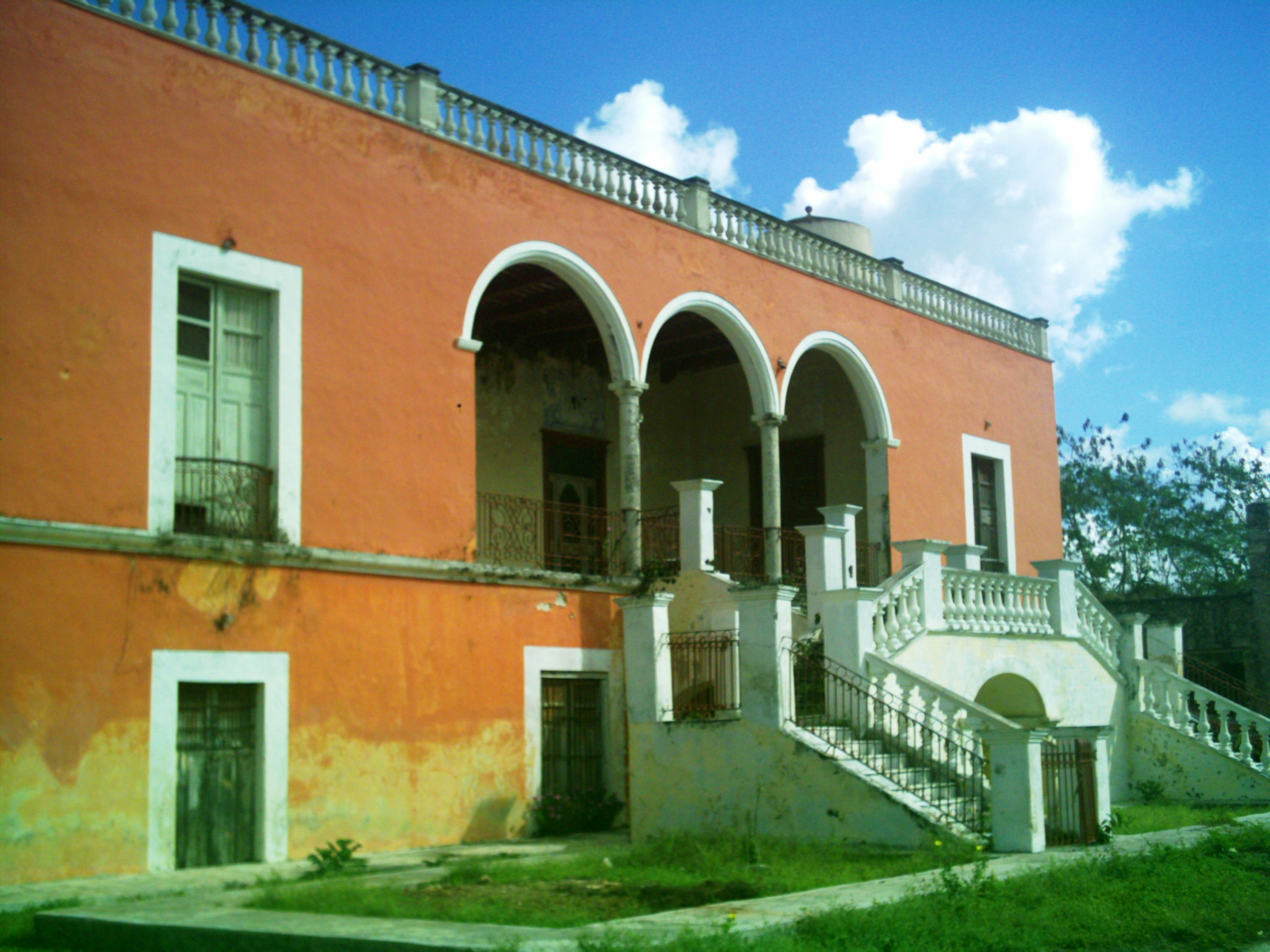
Hacienda Santa María Ontiveros, Yucatán.

El Municipio de Chicxulub Pueblo (AFI: [tʃikʃuˈlub]) es un municipio del estado de Yucatán, México, cuya cabecera lleva el mismo nombre. Esta última se encuentra aproximadamente 12 km al sur del puerto de Chicxulub, localidad del litoral norte de la península de Yucatán y comisaría perteneciente al municipio de Progreso, considerada epicentro del Cráter de Chicxulub. Pertenece el municipio a la denominada zona henequenera de Yucatán.

## Toponimia
Chicxulub significa literalmente en lengua maya, pulga del diablo, o bien lugar del cuerno prendido. Se deriva de las voces Chic, que quiere decir pulga, aunque también significa «cola» (adhesivo) o, prender, clavar algo y Xulub, cuerno o diablo (demonio).

## Historia
El territorio donde hoy se asienta el pueblo de Chicxulub (la cabecera) perteneció al cacicazgo maya de Ceh-Pech, aunque en la propia cabecera no se han encontrado vestigios de que estuviera habitado en la época prehispánica. Sí se han hallado, sin embargo, en el territorio municipal, particularmente en los sitios denominados Chakán y Lactún, vestigios arqueológicos de relativa importancia.
Para 1549, ya había un cierto número de pobladores españoles e indígenas, habiendo sido designado por la administración española, encomendero del lugar Julián Doncel:
Declarada la  independencia de Yucatán en 1821, el municipio quedó comprendido en el Partido de la Costa, cuya cabecera era Izamal. A mediados del siglo XIX pasó a la jurisdicción del Partido de Tixkokob, hasta el año de 1918 en que se decretó la conformación del municipio libre de Chicxulub Pueblo.

## Topografía y clima
El municipio es plano constituido por llanura de barrera con piso rocoso. El clima es cálido subhúmedo. La temperatura media anual es de 26.3 °C.

## Actividad económica
La principal actividad corresponde al sector primario. El cultivo del henequén fue importante en tanto que el municipio está enclavado en la porción más productiva de la zona henequenera que es precisamente el de los territorios cercanos al (pero no en) litoral norte de la península; se cultiva también el maíz, el tomate, el chile. También la ganadería tiene importancia: el ganado porcino y bovino particularmente. Por la cercanía a la costa, la pesca es también actividad importante para los habitantes del municipio, sobre todo los pescados de escama como el mero y la mojarra. Participa la población también en la pesca estacional (de agosto a octubre) del pulpo.

## Política
El Municipio de Chicxulub Pueblo fue creado por decreto del Congreso de Yucatán en 1918. El gobierno municipal está constituido en un ayuntamiento, que en el estado de Yucatán también recibe el nombre de comuna. Se integra por el presidente municipal y un total de cuatro regidores, todos los cuales son electos mediante voto universal directo y secreto para un periodo de tres años y pueden ser reelegibles para el siguiente periodo, pero sí de manera no continua; todos entran a ejercer su cargo el día 1 de julio del año en que fueron elegidos.

### Representación legislativa
Para la elección de diputados locales al Congreso de Yucatán y de diputados federales al Congreso de la Unión, el municipio de Chicxulub Pueblo se encuentra integrado en los siguientes distritos electorales:
Local:
- IX Distrito Electoral Local de Yucatán con cabecera en Progreso.[9]

Federal:
- II Distrito Electoral Federal de Yucatán con cabecera en Progreso.[10]